# Museo Diocesano de Barcelona
El Museo Diocesano de Barcelona - The Gaudí Exhibition Center (en catalán: Museu Diocesà de Barcelona) es un museo de arte religioso, gestionado por la Delegación Diocesana del Patrimonio Cultural del Arzobispado de Barcelona. Está situado en la plaza de la Catedral de Barcelona, en la Casa de la Pia Almoina. Se inauguró como Museo Arqueológico Diocesano de Barcelona en 1916 instalándose en el espacio de la planta baja del seminario Conciliar, siendo su primer director Manuel Trens. Se trasladó y abrió al público en el nuevo espacio en el año 1991. 
El museo conserva una colección de cerca de 4000 obras de arte de iglesias de la archidiócesis de Barcelona desde piezas grecorromanas hasta nuestros días. Sus fondos también incluyen piezas vinculadas a la obra sacra del arquitecto Antoni Gaudí.

## Historia

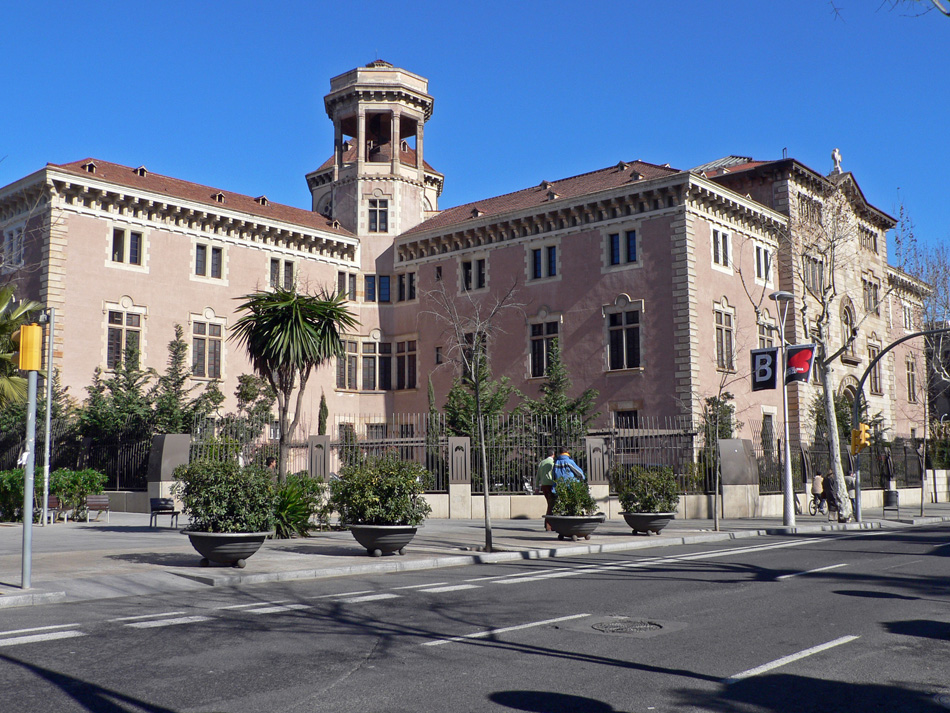
El Seminario Conciliar fue la primera sede del museo

Con los antecedentes de la inauguración de los museos diocesanos de Vich (1891), Lérida (1893), Solsona (1896) y la celebración en Barcelona del Primer Congreso de Arte Cristiano de Cataluña (1913), en el año 1915 se inició el proyecto para la creación de un museo diocesano en Barcelona, siendo sus principales promotores los obispos Juan José Laguarda y Fenollera y Enrique Reig Casanova, junto al historiador Manuel Trens. Atendiendo a la petición realizada por Reig, en menos de un año se recibieron de las iglesias de la diócesis más de 600 obras que estaban fuera de culto. Con ellas se inauguró el 22 de octubre de 1916 el Museo Arqueológico Diocesano de Barcelona. El acto lo presidió el obispo Reig, acompañado de los obispos de Urgel, Solsona y Vich, y contó con la asistencia de Josep Puig i Cadafalch, Antoni Gaudí y Joan Llimona, entre otras personalidades.
El museo no fue concebido como una exhibición pública —hasta los años 1920 no abrió, de forma muy restringida, al público en general— sino para salvaguardar el patrimonio religioso disperso en las parroquias y para formar artísticamente a los sacerdotes. Por este motivo, originalmente fue ubicado en la planta baja del Seminario Conciliar de Barcelona, en la calle Diputación, un edificio de Elías Rogent construido entre los años 1878 y 1888. Así mismo, el primer director de la institución (hasta 1921) fue un profesor del Seminario, el reverendo Trens.
Cuatro años después de su apertura la colección del museo ya contaba con 1500 piezas, entre las que destacaban un antipendio procedente de Santa Perpetua de Mogoda, telas de Antonio Viladomat de la iglesia de San Agustín de Barcelona y varias piezas notables del Monasterio de San Cugat del Vallés como el retablo de Todos los Santos, atribuido a Pere Serra, la capa del abad Biure, el báculo del abad Clasquerí y un relicario pectoral hoy desaparecido. La distribución del museo en sus primeras décadas era la siguiente: en el claustro del Seminario se exhibían las piezas más pesadas, como pilas bautismales y las grandes esculturas de piedra. Tras el vestíbulo se accedía a las salas, divididas en dos secciones: la románico-gótica y la del renacimiento.
El 22 de julio de 1936, durante el estallido anticlerical vivido en Barcelona en los primeros días de la guerra civil española (1936-1939), el museo fue saqueado e incendiado, perdiéndose parte de sus obras y de la biblioteca. Entre los objetos destruidos destaca un retablo dedicado a San Silvestre, procedente de la iglesia vallesana de Sant Sebastià de Montmajor. Las piezas rescatadas se trasladaron provisionalmente a la Casa de l'Ardiaca.

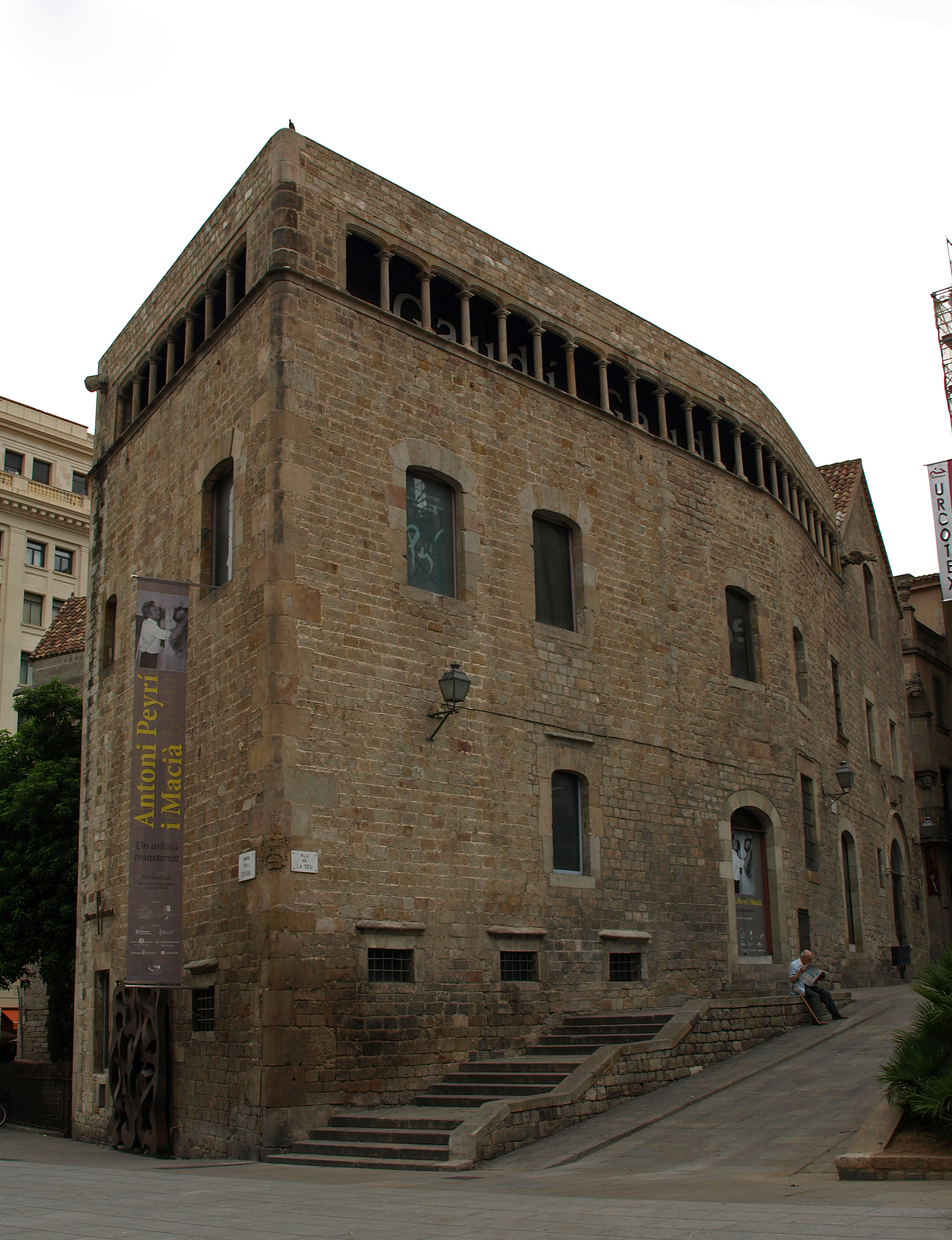
El museo, edificio renacentista, esquina avenida de la Catedral con Pla de la Seu

Tras la contienda, Manuel Trens recibió el encargo de reorganizar el museo. Se inició un largo proceso de recuperación de las obras, que habían quedado dispersas por diferentes centros de almacenamiento, desde colecciones privadas a otros museos en la ciudad, principalmente el Palacio Nacional, además del Museo de Arqueología o la Biblioteca de Cataluña, entre otros. Desde el Museo de Arte de Cleveland y el Instituto de Arte de Chicago (Estados Unidos) fueron devueltos dos fragmentos de la capa pluvial del Abad Biure, expoliada en los saqueos. Durante los años 1950 los fondos recuperados fueron almacenándose en los sótanos del Seminario Conciliar, a la espera de la reapertura del museo, que Trens había proyectado en la Casa de la Pia Almoina, en contraste con la postura del obispado, partidario de construir un nuevo espacio en el claustro de la Catedral. Ninguna de las dos opciones prosperó y se optó por mantener el museo en su emplazamiento original. La reinauguración, ya con el nombre actual de Museo Diocesano de Barcelona, tuvo lugar el 30 de mayo de 1960; el acto estuvo presidido por el nuncio Ildebrando Antoniutti, el arzobispo Gregorio Modrego y el director del centro, reverendo Manuel Trens.
En 1970, tras la declaración de la Casa de la Pia Almoina como monumento histórico-artístico, se retomó la idea de convertirla en sede del Museo Diocesano y de un Museo Capitular. A tal efecto, se iniciaron unas obras de rehabilitación, pero el traslado quedó nuevamente en el aire tras la muerte de Manuel Trens (1976), sustituido por Francesc Camprubí al frente del museo. Finalmente el proyecto lo culminaría Josep Maria Martí i Bonet, quien asumió la dirección en 1982. Debido a la falta de espacio en el Seminario, en 1988 el arzobispo Narciso Jubany encargó el cambio de sede. En 1989 se iniciaron la obras de rehabilitación, desarrolladas en distintas fases hasta 2003. Con las obras todavía en curso, el 23 de septiembre de 1991, coincidiendo con las Fiestas de la Merced, el Museo Diocesano abrió en la Pia Almoina con la exposición «Splendor II Vallès», inaugurada por el arzobispo Ricard Maria Carles.
Durante el primer semestre de 2015 se llevó a cabo una reforma interior del edificio y una renovación de la museografía, a cargo del arquitecto Daniel Freixes. Como resultado, en septiembre de ese año se inauguró una exposición permanente dedicada a Antoni Gaudí, «Paseando con Gaudí», con un recorrido protagonizado por las nuevas tecnologías. Así mismo, el nombre The Gaudí Exhibition Center se incorporó a la denominación histórica del museo.

## Edificio

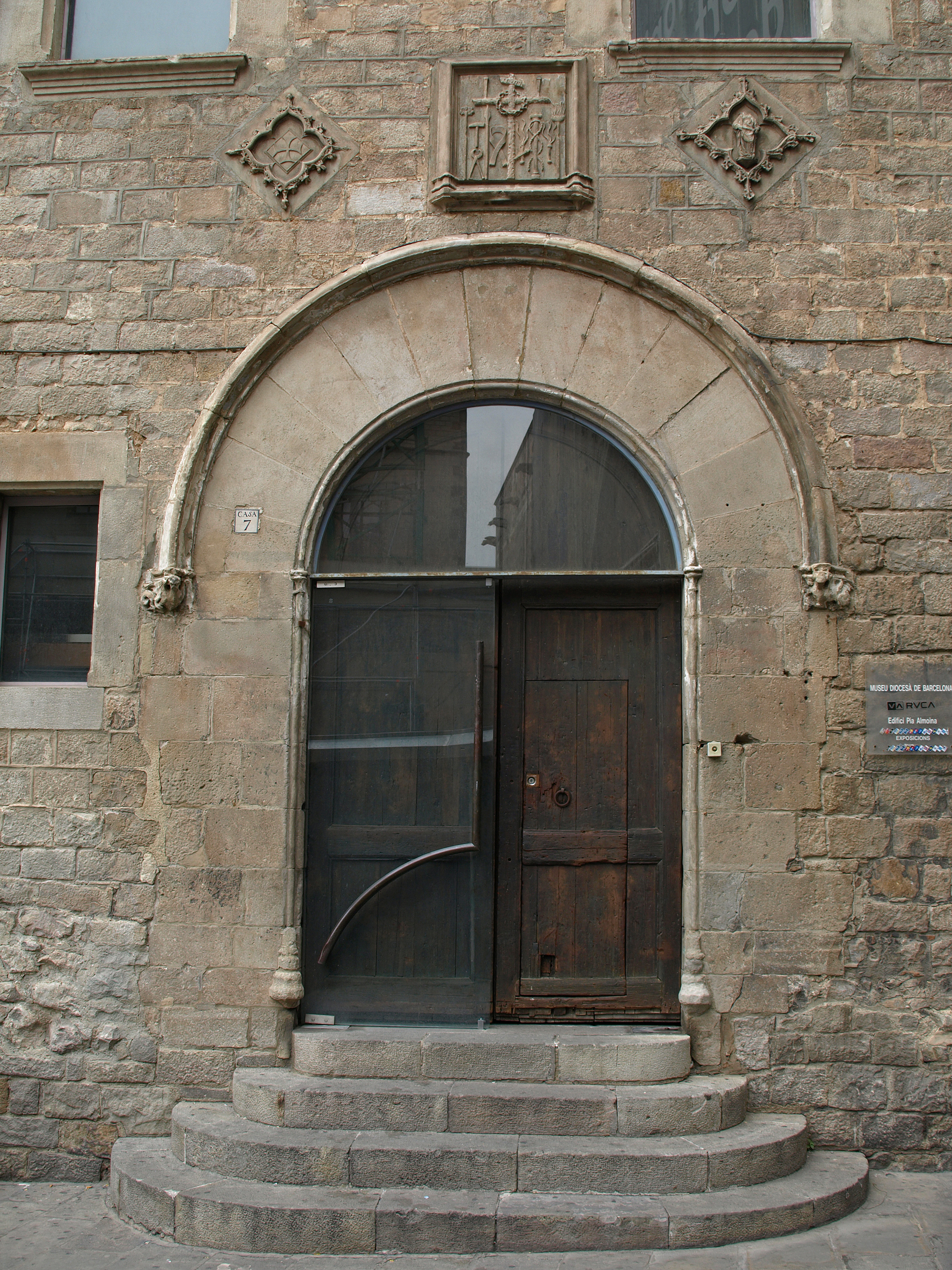
Puerta gótica del Museo Diocesano

### Casa de la Pía Almoina
Llamada también la Canonja, por haber sido a partir del siglo X donde habitaban una comunidad de canónigos regulares de san Agustín que servían el culto de la catedral, hasta el año 1369 cuando dejaron la vida conventual y el edificio fue derribado en el año 1400.
La institución de la Pía Almoina fue fundada en el año 1009 para la atención y manuntención de los pobres, se encontraba en el siglo XII en la capilla de Santa Lucía adosada a la catedral, hasta su traslado al edificio de la Pía Almoina que había sido reconstruido sobre la antigua Canonja en el año 1435, de estilo gótico con una portada de dovelas de arco de medio punto presenta, en el centro, sobre ella, en unos relieves los símbolos de la pasión y en ambos lados un escudo del capítulo catedralicio y otro de santa Lucía; el tejado es a dos vertientes. Se le añadió otro cuerpo renacentista durante el año 1546 en sentido longitudinal al anterior con una gran galería recorriendo su parte superior formada por arcos escarzanos sobre columnas.

### Puertas del Museo Diocesano

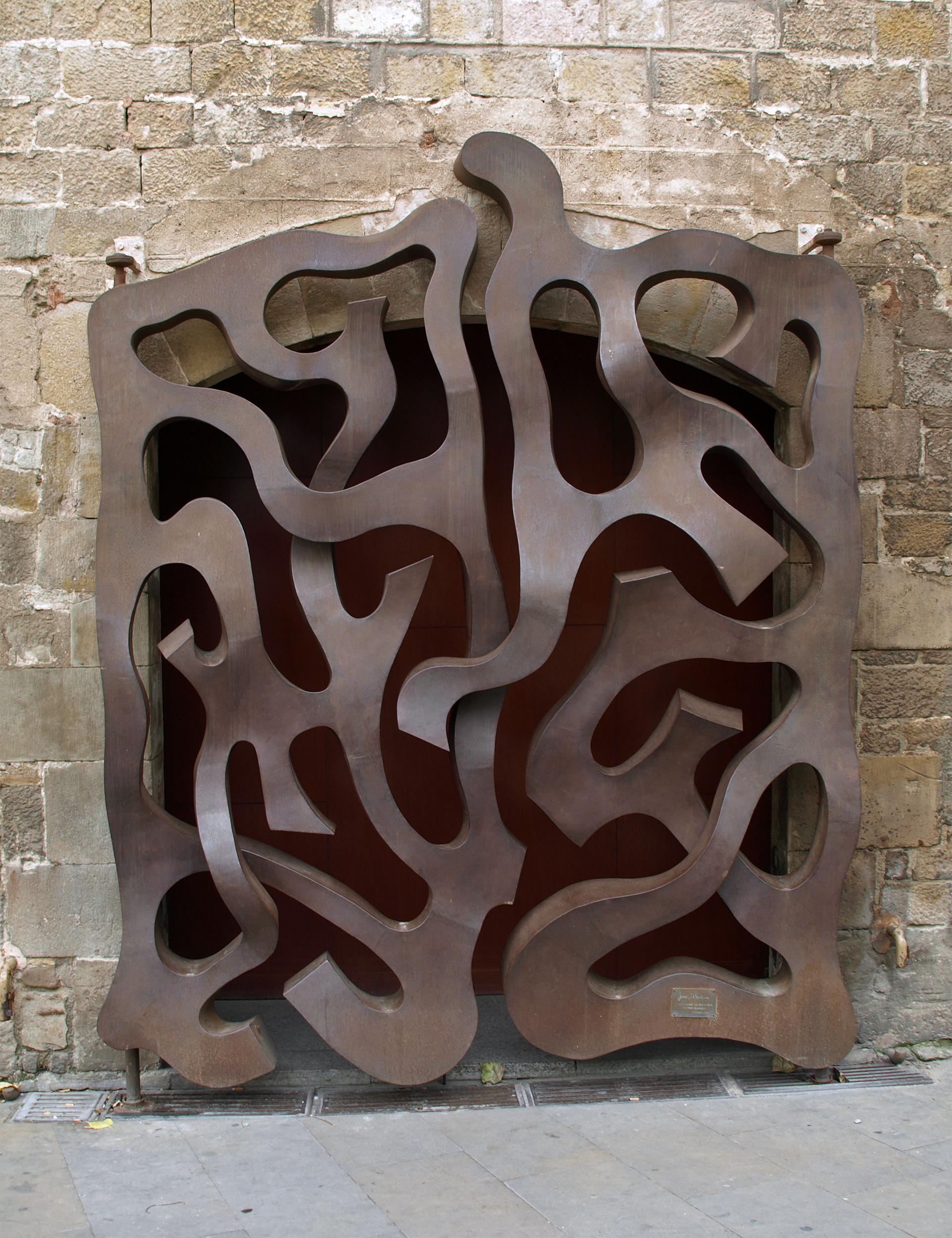
Puertas del Museo Diocesano, diseñadas por Josep Plandiura

Las nuevas puertas del museo —en el acceso de la avenida de la Catedral, 7— fueron diseñadas y realizadas por el artista catalán Josep Plandiura junto al escultor y forjador Enric Pla Montferrer, por encargo del obispado de Barcelona. La impactante obra visual realizada por Plandiura, fue objeto de duras críticas debido al contraste que existía entre su obra abstracta y la arquitectura gótica de la catedral de Barcelona. La forma orgánica y laberíntica de acero corten mide 3,5 metros de alto por 2,6 m de ancho, siendo actualmente seña de identidad del museo.

## Colecciones
La archidiócesis de Barcelona en colaboración con la Diputación de Barcelona y del Departamento de Cultura de la Generalidad de Cataluña han contribuido en la habilitación del edificio de la Pia Almoina (propiedad del capítulo catedralicio) con el fin de conseguir espacios idóneos para salas de museo y exposiciones. Las piezas de arte de la colección han sido catalogadas y algunas incluso restauradas. Se han realizado importantes exposiciones de arte, destacando "Millenum" en el año 1989, y otras como "Splendor II Vallés", "Selecta I del Museu Diocesà" en 1991, "Selecta II del Museu Diocesà" y "Catalunya Medieval" en 1992.

### Época romana
Muchas iglesias catalanas se construyeron sobre edificaciones romanas, como el mismo edificio de la Pia Almoina que conserva restos de la muralla de la romana Barcino. Barcelona ya disponía de catedral paleocristiana en el siglo IV, un capitel de tipo mozárabe conservado en el museo es procedente de esta basílica.
En una excavación de una torre romana del palacio episcopal, se encontró una escultura de mármol blanco de la primera mitad del siglo I, representando el retrato de un joven romano, también se encontró en estas mismas excavaciones un fragmento de lápida sepulcral datado del siglo II.
Del siglo IV-V se guarda un altar de mármol de la iglesia de Santa María la Antigua de Santiga (Santa Perpetua de Moguda) y un mosaico en opus tessellatum policrom de Pachs del Panadés.

### Románico
En el románico la iconografía más representativa es el Pantocrátor con el símbolo de los cuatro evangelistas llamado (tetramorfo), y las escenas bíblicas en las pinturas murales de las iglesias. Así como en las imágenes escultóricas, la representación de Cristo en Majestad, Majestad (crucifijo) y Virgen con Niño.
Las pinturas murales del románico están representadas en el museo por el conjunto de la iglesia de Sant Salvador de Polinyà datadas del año 1122 y la pintura mural de la Epifanía de la iglesia de Sant Iscle de les Feixes de Sardañola del Vallés. 

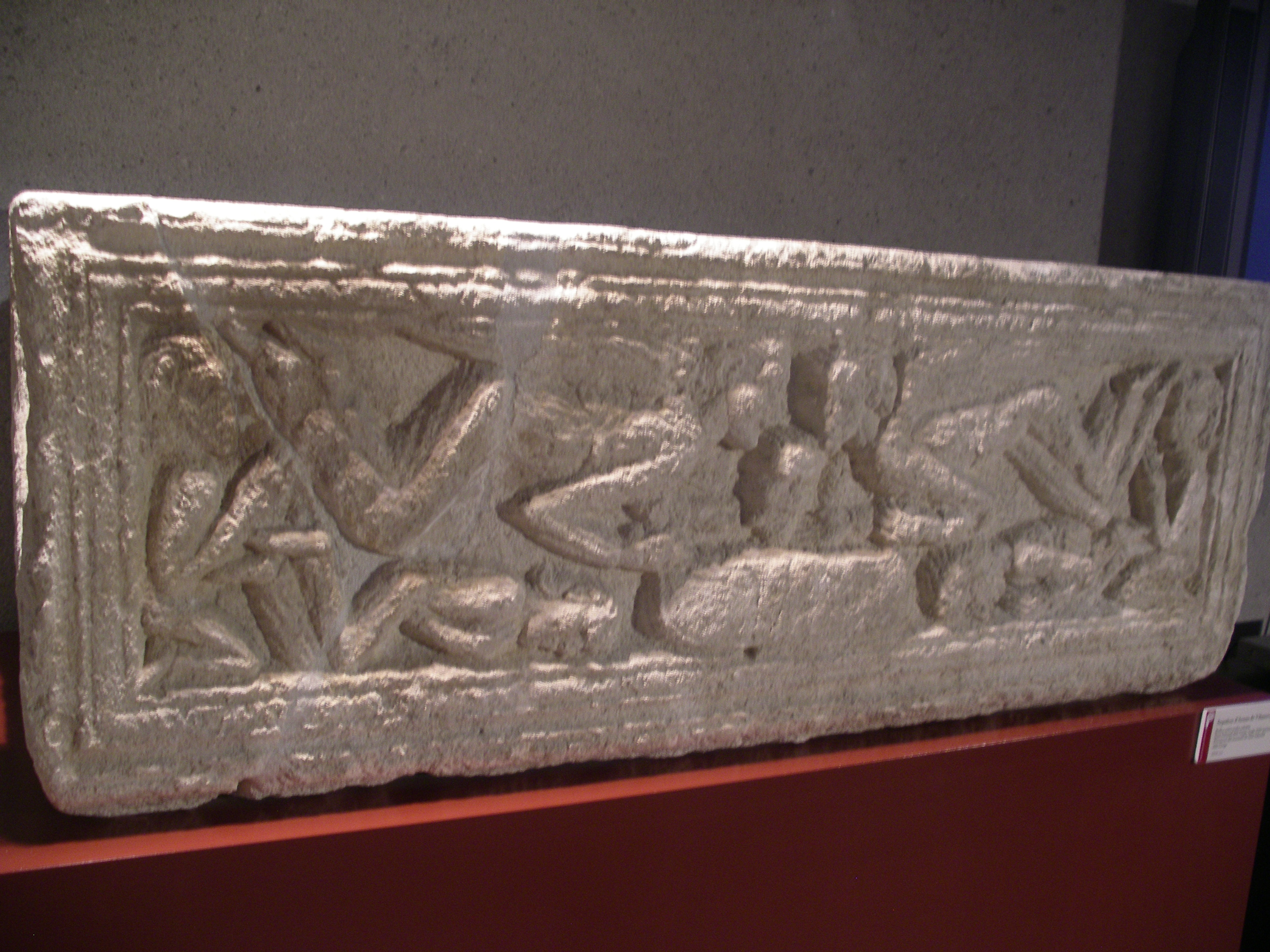
Sepulcro de Arnau de Vilanova del procedente de Sant Sebastià dels Gorgs de Avinyonet del Penedés (Barcelona) obra del taller de Ramón de Bianya

La imaginería románica policromada en Cataluña de Virgen con Niño, tan frecuente en Cataluña, entre las que se destacan las procedentes del monasterio de San Pablo del Campo del siglo XIII, la de la iglesia de Santa María de Toudell de Viladecavalls, del mismo siglo y la de la iglesia parroquial de Masquefa del siglo XII. Una gran pieza es la Majestad del siglo XII de casi un metro de altura, procedente del Rosellón. 
Una gran pieza de orfebrería románica es la cruz procesional de 98 x 52 cm, en plata repujada sobre madera del monasterio de Sant Miquel del Fai, presenta la imagen de cristo crucificado con los ojos abiertos y con un amplio paño con lazada y pliegues abundantes hasta las rodillas. En el medallón superior se encuentra un ángel, y en los medallones de los brazos las figuras de la Virgen y san Juan en posición horizontal, en la parte inferior del Cristo una figura mirando a Jesús representando la humanidad, de las piedras que seguramente tenía en todos los espacios libres sólo se conserva una en la parte superior de la cruz; en el reverso tiene el Agnus Dei en el centro, y repartido en los cuatro brazos los símbolos de los evangelistas con unos caracteres epigráficos que especifican sus nombres; está datada del siglo XII. Un cristo crucificado de cobre con esmaltes del siglo XIII. Del monasterio de Sant Cugat es un báculo de madera tallada y policromada del abad Guerau de Clasquerí, una lipsanoteca y una capa de lino bordada en seda y oro del abad Arnau Ramon de Biure. De transición entre el románico y el gótico destaca el frontal de altar de Santa Perpetua de Moguda con la representación de la vida de la santa en la pintura.

### Gótico

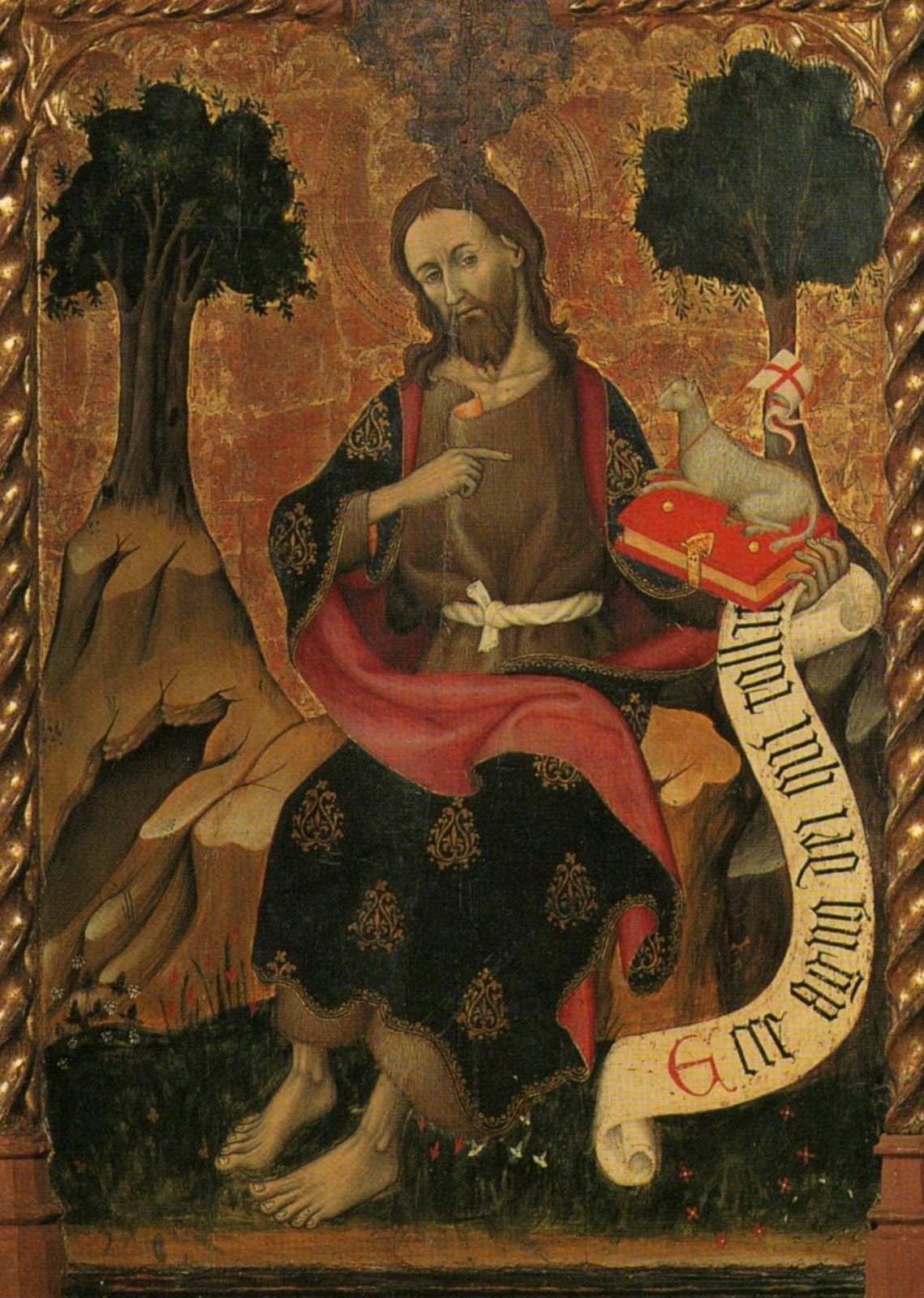
Detalle de la tabla central del retablo de San Juan, conservado en el museo y realizado por Bernardo Martorell

La evolución del estilo gótico catalán se puede seguir a través de las obras guardadas en el museo, a partir del siglo XIII el arte cisterciense fue el que más influyó en Cataluña en el desarrollo de la arquitectura gótica, la catedral de Barcelona actual se inició en el año 1298.
En pintura gótica se exponen obras de estilo italo-gótico como las de Ramón Destorrents, tabla de san Vicente de la iglesia de San Celoni (1360-1365); del maestro de Rubió una tabla procedente de la iglesia de Santa María de Santa Oliva y otra de San Vicente dels Horts; de Ferrer y Arnau Bassa y del monasterio de Santa María de Jonqueres, una pintura sobre madera representando a San Jaime. De artistas del gótico internacional como Bernardo Martorell, Jaume Cirera y Lluís Borrassà con una tabla representando a San Esteban de la iglesia de Palautordera datada en 1424. El gótico con inspiración flamenca, está representado por Jaume Huguet con una pintura de la Virgen de la Anunciación de la iglesia de Sant Feliu de Alella, Pedro García de Benavarre con el retablo de San Quirico y Santa Julita de la iglesia parroquial de San Quirico de Tarrasa, Rafael Vergós con el retablo de Santa Justa y Santa Rufina de la iglesia de Llissá de Munt y el de Sant Pere de la iglesia de Moncada y Reixach.
Cabe resaltar algunas piezas importantes de artistas anónimos procedentes de distintos lugares, como de la Basílica de la Mercé el sarcófago de Santa María de Cervelló, con la representación de la santa y como donante a Pedro el Ceremonioso; el frontal de Tordesillas del Real Monasterio de Santa Clara de Tordesillas (Valladolid), datado de la segunda mitad del siglo XV, o las cinco claves de bóveda procedentes de la iglesia de Nuestra Señora de los Ángeles de El Toro (Alto Palancia).
La escultura gótica refleja una nueva expresividad menos hierática que en la etapa anterior románica, se puede apreciar perfectamente en las imágenes de la Virgen con Niño que muestran más diálogo entre ambos, la representación de la imagen de la Virgen pasa de estar sentada a estar de pie y a tener el cuerpo ligeramente inclinado.
Entre las esculturas de la Virgen destacan las realizadas en alabastro como la Virgen de la Vall de Santes Creus de La Selva de Mar, la de la Virgen de les Valls de Sant Medir de la ermita de Sant Medir de Sant Cugat del Vallés y la de la Virgen dels Perdons realizada por Pere Johan y procedente de la antigua colegiata de Santa Ana de Barcelona, de alabastro también son unas esculturas del sepulcro de la reina Elisenda de Moncada del monasterio de Pedralbes. De talla de madera policromada es la imagen de una Virgen y de Sant Adjutori del monasterio de Sant Cugat y un grupo del Santo Sepulcro con algunas figuras en terracota de la colegiata de Santa Ana de Barcelona, atribuidas a Gabriel Guàrdia.
La orfebrería gótica está representada en una gran cantidad de objetos litúrgicos, entre ellos el relicario-arqueta de sant Cugat, venerada durante siglos en el monasterio de Sant Cugat; es de plata repujada, en algunas partes dorada, sobrepuesta en madera y está datada alrededor del año 1306. Hay gran variedad de cruces procesionales desde las realizadas en bronce hasta las más ricas en plata y esmaltes como la de iglesia de Sant Esteve d'en Bas del año 1380 y debido a la instauración de las procesiones del Corpus a partir del siglo XIV se empiezan a crear custodias. Se complementa la exposición gótica con cerámica y tejidos.

### Renacimiento
El renacimiento en Cataluña se produjo tarde y no fue muy abundante en cuanto a artistas autóctonos, la pintura se realizaba al óleo con buena perspectiva y con colores en gamas tonales a imitación de la corriente italiana. En cuanto a la escultura fueron los artistas italianos, franceses o flamencos los que más trabajaron en la zona catalana.

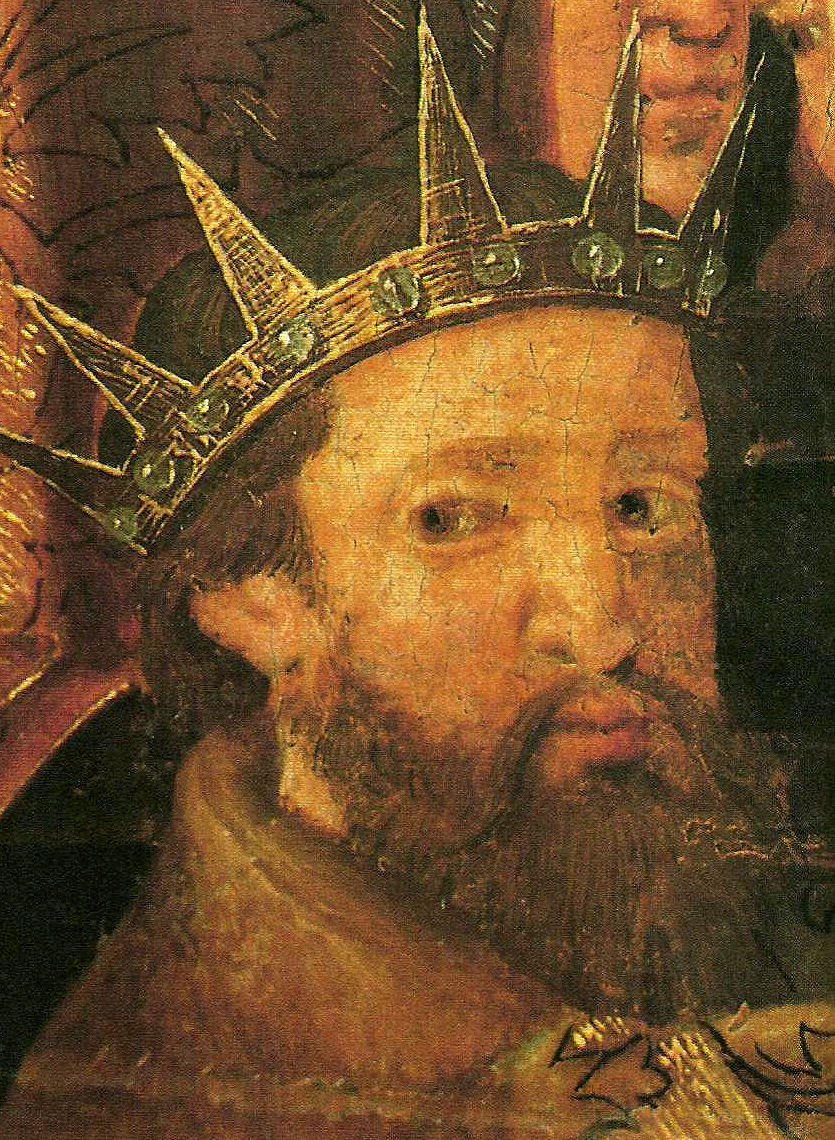
Retrato de Martín I de Aragón, detalle del retablo de San Severo procedente del hospital homónimo de Barcelona

La pintura renacentista del retablo de Sant Marçal y Sant Sebastià de la iglesia de San Pedro de Vilamajor realizada por el artista navarrés Juan Gascó en 1520 muestra una pintura exquisita con grandes influencias italianas. De Pere Serafí junto Francesc Ribes hicieron el retablo de Sant Cristòfol para el convento de Santa María de Montsió de Barcelona; de Jaume Forner es el retablo de Santa Agnès de Malanyanes al óleo pintado para la iglesia de Santa Agnès de Malanyanes en La Roca del Vallés. Destaca la obra de los portugueses Pere Nunyes y Enrique Fernandes que en el año 1542 realizaron el retablo de Sant Sever que representa la curación del rey Martín I de Aragón por medio de las reliquias de san Severo; en las tablas se ve el traslado de las reliquias del monasterio de Sant Cugat a la catedral de Barcelona con los retratos del rey Martín y su hijo Martín el Joven.
La escultura renacentista llegó a Cataluña a través de los artistas italianos, entre ellos el pisano, Lupo di Francesco, que realizó el sarcófago de Santa Eulalia en la Catedral de Barcelona. De Bartolomé Ordóñez guarda el museo el relieve en alabastro Sacra conversación procedente del palacio episcopal de Barcelona, unas tallas en madera policromada y dorada de imágenes de la Virgen, de las iglesias de San Celoni y Argentona. Esculturas de Damián Forment realizadas para el retablo de Sant Server. Y de la iglesia de San Miguel de Barcelona, cuando fue derribada en 1869, pasaron a la custodia del museo: el sepulcro napolitano de Jeroni Descoll, una imagen de San Cristóbal de Gil de Medina, una talla de San Miguel Arcángel de dos metros de altura y otra representando a San Jerónimo.
De la orfebrería renacentista el museo posee un gran número de cruces procesionales y copones de diversas iglesias de los siglos XVI y XVII. También se guarda una magnífica custodia de Santa María del Pino de Barcelona, del artista Llàtzer de la Castanya realizada en 1587 en plata dorada repujada y cincelada de 125 centímetros de altura. También es importante la diversa indumentaria religiosa que dispone el museo, de la época renacentista, de casullas, capas pluviales y dalmáticas entre otras.

### Barroco
El barroco surgido en Italia a principios del siglo XVII fue extendiéndose rápidamente por toda Europa. Los cambios históricos también se produjeron dentro de la diócesis barcelonesa, destacando el obispo Josep Climent i Avinent que reformó el seminario convirtiéndolo en uno de los centros de enseñanza superior público más importante de la ciudad, así como también creó las primeras escuelas primarias gratuitas. A los artistas se les pide que la iconografía representada sea más cercana al pueblo, las escenas son dinámicas y los rostros y ropajes de los representados son más comunes y vulgares, las sombras y luces junto con el colorido ofrecen una imagen más atrayente, para los creyentes de la religión.
La pintura barroca religiosa del museo diocesano tiene una gran representación en artistas anónimos de los siglos XVII y XVIII desde las obras del tenebrismo hasta el barroco autóctono. De la primera época destacan la Coronación de la Virgen del Carmen de la iglesia de Piera; Sant Antolí de Monistrol de Montserrat; Calvario de la iglesia parroquial de San Pedro de Riudevitlles; del pintor José de Ribera una pintura al óleo sobre tela de San Jerónimo. Del artista barcelonés Antonio Viladomat se encuentran las obras de Transfiguración de Jesús; de la iglesia de Santa María del Pino el cuadro de San José Oriol realizando un milagro y procedentes del convento de San Agustín de Barcelona las pinturas de San Antonio de Padua y la Santa Cena. De Manuel Tramulles se conserva del año 1776 una obra titulada San Francisco de Borja.
La escultura barroca religiosa se realizó en el área mediterránea con imágenes talladas en madera principalmente para su colocación en retablos creadas en relieve o exentas, con un gran realismo, buscando despertar la emoción en quien las observara. Así la mayoría que posee el museo son procedentes de antiguos retablos, la talla central del retablo de San Eloy de la basílica de la Merced (Barcelona), la de San Honorato de la iglesia de Sant Pere Molanta (Olèrdola), Virgen con Niño de la parroquial de La Roca del Vallés, unos relicarios de la iglesia de Belén (Barcelona) y de Ramón Amadeu un San Mariano penitente del desaparecido convento de San José de los Carmelitas Descalzos también en Barcelona.
Atesora el museo una gran cantidad de orfebrería del barroco, rococó y neoclásico de la zona de su diócesis como algunas piezas de la escuela castellana, entre ellas destaca una urna de plata de Toledo del año 1734, un cáliz en plata dorada de Navarra firmado por Heredia. Con plafones de cerámica esmaltada, mobiliario e indumentaria religiosa se cierra la colección de esta época.

### SiglosXIXyXX
La desamortización, la exclaustración durante el año 1835, la Semana trágica del 1909 con la quema de conventos y edificios religiosos, junto con los saqueos e incendios que se produjeron durante la guerra civil española de 1936, hicieron que muchas obras de arte religiosas expuestas en las iglesias catalanas desaparecieran.
Entre las pinturas modernistas que guarda el museo se encuentra la Purísima, obra de Alexandre de Riquer realizada en 1887 y un rosetón Sanctus del año 1892 realizado por Antoni Gaudí para la cripta del templo de la Sagrada Familia. Del acuarelista Frederic Lloveras se pueden apreciar diversas obras.
En escultura se conservan obras de Domènec Talarn; diversas de Agapito Vallmitjana Barbany con el Ángel del Juicio de terracota del año 1884 y una Inmaculada en mármol del año 1898; de Agapit Vallmitjana i Abarca la obra San Antonio de Padua en terracota policromada; un San José con el Niño de Josep Llimona; la máscara funeraria en yeso de Venancio Vallmitjana realizada por Pablo Gargallo, etc.
Diversas piezas de orfebrería con los diferentes estilos artísticos de todo este periodo se pueden ver, sobre todo en la colección de custodias. Posee la colección el cáliz y la patena perteneciente al obispo Josep Torras i Bages, de la iglesia parroquial de Las Cabanyas, y realizado en 1900, por el orfebre Josep Ignasi Ginabreda.